# Lawrence Okoye
Lawrence Amaechi A. Okoye (* 6. Oktober 1991 in London) ist ein britischer Leichtathlet, der sich auf den Diskuswurf spezialisiert hat und in dieser Disziplin den britischen Rekord innehat. Zwischenzeitlich war er als American-Football-Spieler aktiv.

## Sportliche Laufbahn

### Leichtathletik
Erste internationale Erfahrungen sammelte Lawrence Okoye im Jahr 2010, als er bei den Juniorenweltmeisterschaften in Moncton mit einer Weite von 59,77 m den sechsten Platz im Diskuswurf belegte. Im Jahr darauf siegte er mit 60,70 m bei den U23-Europameisterschaften in Ostrava und 2012 gelangte er bei den Europameisterschaften in Helsinki mit 60,09 m auf den elften Platz. Anschließend nahm er an den Olympischen Sommerspielen in London teil und erreichte dort mit 61,03 m im Finale Rang zwölf. Zuvor wurde er beim Aviva London Grand Prix mit 63,33 m Dritter und im August wurde er bei der Athletissima mit 65,27 m Zweiter. Daraufhin unterbrach er seine Leichtathletik-Karriere und war im American- und Canadian-Football sowie als Rugby-Union-Spieler aktiv.
2019 kehrte er zum Diskuswurf zurück und 2021 siegte er mit 66,30 m bei den Copenhagen Athletics Games und nahm anschließend an den Olympischen Sommerspielen in Tokio teil und verpasste dort ohne einen gültigen Versuch den Finaleinzug. Anschließend siegte er bei der Hungarian GP Series Budapest mit 66,89 m und sicherte sich damit seinen ersten Sieg im Zuge der Diamond League. Im Jahr darauf schied er bei den Weltmeisterschaften in Eugene mit 63,57 m in der Qualifikationsrunde aus und anschließend gewann er bei den Commonwealth Games in Birmingham für England startend mit 64,99 m die Silbermedaille hinter dem Australier Matthew Denny. Im August beförderte er bei den Europameisterschaften in München den Diskus auf 67,14 m und gewann damit die Bronzemedaille hinter dem Litauer Mykolas Alekna und Kristjan Čeh aus Slowenien. 2023 siegte er mit 64,78 m bei den Hallenschen Werfertagen und wurde dann bei der 1. Liga der Team-Europameisterschaft im Rahmen der Europaspiele in Chorzów mit 60,93 m Fünfter. Im August schied er dann bei den Weltmeisterschaften in Budapest mit 63,63 m in der Qualifikationsrunde aus. Im Jahr darauf belegte er bei den Europameisterschaften in Rom mit 63,48 m den achten Platz, ehe er bei den Olympischen Sommerspielen in Paris mit 61,17 m den Finaleinzug verpasste.
In den Jahren 2012, 2021 und 2023 wurde Okoye britischer Meister im Diskuswurf.